# 광명중학교 축구부
광명중학교 축구부는 경기도 광명시에 위치한 광명중학교의 축구부이다. 광명중학교가 운영하는 축구부로 1987년에 창단  하였다.

## 같이 보기
- 광명중학교